# Los Cabos Open 2018
Los Cabos Open 2018, oficiálně Abierto Mexicano de Tenis Mifel presentado por Cinemex 2018,  byl tenisový turnaj pořádaný jako součást mužského okruhu ATP World Tour, který se hrál na otevřených dvorcích s tvrdým povrchem v areálu Cabo del Mar. Konal se mezi 30. červencem až 4. srpnem 2018 v mexickém přímořském městě Cabo San Lucas jako třetí ročník turnaje.
Turnaj s rozpočtem 808 770 dolarů patřil do kategorie ATP World Tour 250. Nejvýše nasazeným hráčem ve dvouhře se stal čtvrtý tenista světa Juan Martín del Potro z Argentiny, jenž skončil jako poražený finalista. Jako poslední přímý účastník do hlavní singlové soutěže nastoupil australský 146. hráč žebříčku Bernard Tomic.
Mužskou dvouhru ovládl 31letý Ital Fabio Fognini, jenž si připsal osmý singlový titul na okruhu ATP Tour a první mimo antukový povrch. Premiérové kariérní trofeje na túře ATP vybojovali v mužském deblu členové salvadorsko-mexického páru Marcelo Arévalo a Miguel Ángel Reyes-Varela, který se stal prvním Mexičanem od roku 1995, jenž vyhrál turnaj ATP v rodné zemi.

## Rozdělení bodů a finančních odměn

### Rozdělení bodů
| Soutěž  | vítězové | finalisté | semifinalisté | čtvrtfinalisté | 16 v kole | 32 v kole | Q  | Q2 | Q1 |
| ------- | -------- | --------- | ------------- | -------------- | --------- | --------- | -- | -- | -- |
| dvouhra | 250      | 150       | 90            | 45             | 20        | 0         | 12 | 6  | 0  |
| čtyřhra | 250      | 150       | 90            | 45             | 0         | —         | —  | —  | —  |

### Finanční odměny
| Soutěž                              | vítězové | finalisté | semifinalisté | čtvrtfinalisté | 16 v kole | 32 v kole | Q2     | Q1     |
| ----------------------------------- | -------- | --------- | ------------- | -------------- | --------- | --------- | ------ | ------ |
| dvouhra                             | $127 635 | $67 220   | $36 415       | $20 745        | $12 225   | $7 240    | $3 260 | $1 630 |
| čtyřhra                             | $38 80   | $20 380   | $11 050       | $6 320         | $3 700    | —         | —      | —      |
| částka ve čtyřhře je uvedena na pár |          |           |               |                |           |           |        |        |

## Mužská dvouhra

### Nasazení
| Stát                             | Hráč                  | ATP | Nasazení |
| -------------------------------- | --------------------- | --- | -------- |
| Argentina                        | Juan Martín del Potro | 4.  | 1.       |
| Itálie                           | Fabio Fognini         | 14. | 2.       |
| Bosna a Hercegovina              | Damir Džumhur         | 24. | 3.       |
| Francie                          | Adrian Mannarino      | 26. | 4.       |
| USA                              | Sam Querrey           | 29. | 5.       |
| USA                              | Ryan Harrison         | 53. | 6.       |
| USA                              | Taylor Fritz          | 65. | 7.       |
| Španělsko                        | Feliciano López       | 66. | 8.       |
| Žebříček ATP k 23. červenci 2018 |                       |     |          |

### Jiné formy účasti
Následující hráči obdrželi divokou kartu do hlavní soutěže:
- Ernesto Escobedo
- Lucas Gómez
- Thanasi Kokkinakis

Následující hráči nastoupili do hlavní soutěže pod žebříčkovou ochranou:
- Jegor Gerasimov
- Jošihito Nišioka

Následující hráči postoupili z kvalifikace:
- Marcos Giron
- Prajnesh Gunneswaran
- Takanyi Garanganga
- Mohamed Safwat

Následující hráč postoupil z kvalifikace jako tzv. šťastný poražený:
- Daniel Elahi Galán

### Odhlášení
před zahájením turnaje
- Matthew Ebden → nahradil jej  Marcelo Arévalo
- Ryan Harrison → nahradil jej  Daniel Elahi Galán
- Filip Krajinović → nahradil jej  Jegor Gerasimov
- John Millman → nahradil jej  Bernard Tomic
- Jack Sock → nahradil jej  Quentin Halys

## Mužská čtyřhra

### Nasazení
| Stát                                                                        | Hráč              | Stát               | Hráč                      | ATP  | Nasazení |
| --------------------------------------------------------------------------- | ----------------- | ------------------ | ------------------------- | ---- | -------- |
| Mexiko                                                                      | Santiago González | Španělsko          | David Marrero             | 103. | 1.       |
| Izrael                                                                      | Jonatan Erlich    | Spojené království | Joe Salisbury             | 113. | 2.       |
| Salvador                                                                    | Marcelo Arévalo   | Mexiko             | Miguel Ángel Reyes-Varela | 118. | 3.       |
| Monako                                                                      | Romain Arneodo    | USA                | Nicholas Monroe           | 141. | 4.       |
| Žebříček ATP k 23. červenci 2018; číslo je součtem umístění obou členů páru |                   |                    |                           |      |          |

### Jiné formy účasti
Následující páry obdržely divokou kartu do hlavní soutěže:
- Lucas Gómez /  Luis Patiño
- Manuel Sánchez /  Bernard Tomic

## Přehled finále

### Mužská dvouhra
- Fabio Fognini vs.  Juan Martín del Potro, 6–4, 6–2

### Mužská čtyřhra
- Marcelo Arévalo /  Miguel Ángel Reyes-Varela vs.  Taylor Fritz /  Thanasi Kokkinakis, 6–4, 6–4